# Nozomi Kimura
Nozomi Seijiro Kimura Heredia (Copiapó, Chile, 23 de enero de 1997) ( 木村 のぞみ: Kimura Nozomi) es un futbolista chileno de ascendencia japonesa. Juega de defensa y actualmente juega en Deportes Concepción de la Primera B de Chile.

## Trayectoria

### Inicios
Su bisabuelo, que se llamaba Seijiro Kimura, era japonés y llegó a Chile hace muchos años y gracias a eso puedo ahora tener la doble nacionalidad. De hecho se pensó que jugaría para la selección Sub-20 de Japón, pero finalmente no tuvo ninguna información oficial.
"Fue a la ciudad de Talcahuano donde llegó primero su bisabuelo y luego emigró a Santiago. Después nacieron su abuelo José Guillermo y su padre José Luis. El tema de su nombre lo vive con absoluta normalidad al no ser un nombre muy común.

### Santiago Morning
Kimura llegó a los 14 años a las inferiores de Santiago Morning, desde muy pequeño demostró nivel para el fútbol. En 2014 es subido al plantel de honor del club, lo hace debutar en el fútbol profesional a los 16 años Patricio Almendra en un encuentro contra Everton de Viña del Mar por la duodécima fecha de la Primera B 2014/15 ingresando de titular siendo reemplazado en el minuto 58 por Diego de Gregorio. Con el elenco microbusero disputó 3 temporadas en la Primera B de Chile.

### O'Higgins
El 9 de febrero de 2017 se confirma su préstamo con opción de compra y jugará en O'Higgins por todo el año. Juega gran parte del primer semestre con el club rancagüino, con un pobre rendimiento. En el segundo semestre con la llegada de Gabriel Milito a la banca de O'Higgins, juega muy poco y no vuelve a ser considerado por el estratega argentino. En diciembre de 2017 O'Higgins comunica que no ejercerá su opción de compra, por lo que retorna a Santiago Morning.

### Ñublense
El 24 de diciembre de 2019 se confirma la incorporación del joven defensa sumándose a los trabajos de Jaime García, de cara a la Liguilla por el segundo ascenso hacia el Campeonato AFP Plan Vital.

## Selección nacional

### Selección sub-20

#### Sudamericano Sub-20 2017
Fue citado por el DT Héctor Robles para disputar el Sudamericano sub-20 de 2017. Finalmente Chile sería eliminado en primera ronda luego de perder ante Colombia por la cuenta mínima, quedando última en su grupo y penúltima en toda la competición solo superada por Perú, siendo esta además la peor participación chilena desde el Sudamericano de 1985 realizado en Paraguay.
| Competencia         | Sede    | Resultado    | PJ | Goles | Media goleadora |
| ------------------- | ------- | ------------ | -- | ----- | --------------- |
| Sudamericano Sub-20 | Ecuador | Primera fase | 1  | 0     | 0.0             |

## Estadísticas

### Clubes
| Club                                                                         | Div           | Temporada     | Liga  | Liga  | Copas nacionales(1) | Copas nacionales(1) | Copas internacionales(2) | Copas internacionales(2) | Total | Total |
| Club                                                                         | Div           | Temporada     | Part. | Goles | Part.               | Goles               | Part.                    | Goles                    | Part. | Goles |
| ---------------------------------------------------------------------------- | ------------- | ------------- | ----- | ----- | ------------------- | ------------------- | ------------------------ | ------------------------ | ----- | ----- |
| Santiago Morning · Chile                                                     | 2.ª           | 2014-15       | 18    | 0     | 0                   | 0                   | —                        | —                        | 18    | 0     |
| Santiago Morning · Chile                                                     | 2.ª           | 2015-16       | 24    | 2     | 7                   | 0                   | —                        | —                        | 31    | 2     |
| Santiago Morning · Chile                                                     | 2.ª           | 2016-17       | 10    | 1     | 2                   | 0                   | —                        | —                        | 12    | 1     |
| O'Higgins · Chile                                                            | 1.ª           | 2016-17       | 8     | 0     | 0                   | 0                   | —                        | —                        | 8     | 0     |
| O'Higgins · Chile                                                            | 1.ª           | 2017          | 3     | 0     | 1                   | 0                   | 1                        | 0                        | 5     | 0     |
| O'Higgins · Chile                                                            | Total club    | Total club    | 11    | 0     | 1                   | 0                   | 1                        | 0                        | 13    | 0     |
| Santiago Morning · Chile                                                     | 2.ª           | 2018          | 26    | 0     | 1                   | 0                   | —                        | —                        | 27    | 0     |
| Cobreloa · Chile                                                             | 2.ª           | 2019          | 16    | 0     | 0                   | 0                   | —                        | —                        | 16    | 0     |
| Cobreloa · Chile                                                             | Total club    | Total club    | 16    | 0     | 0                   | 0                   | 0                        | 0                        | 16    | 0     |
| Ñublense · Chile                                                             | 2.ª           | 2019          | 2     | 0     | 0                   | 0                   | —                        | —                        | 2     | 0     |
| Ñublense · Chile                                                             | 2.ª           | 2020          | 19    | 0     | 0                   | 0                   | —                        | —                        | 19    | 0     |
| Santiago Morning · Chile                                                     | 2.ª           | 2021          | 23    | 0     | 0                   | 0                   | —                        | —                        | 23    | 0     |
| Santiago Morning · Chile                                                     | Total club    | Total club    | 101   | 3     | 10                  | 0                   | 0                        | 0                        | 111   | 3     |
| Ñublense · Chile                                                             | 1.ª           | 2022          | 4     | 0     | 0                   | 0                   | 1                        | 0                        | 5     | 0     |
| Ñublense · Chile                                                             | 1.ª           | 2023          | 0     | 0     | 0                   | 0                   | 0                        | 0                        | 0     | 0     |
| Ñublense · Chile                                                             | Total club    | Total club    | 25    | 0     | 0                   | 0                   | 1                        | 0                        | 26    | 0     |
| Total carrera                                                                | Total carrera | Total carrera | 153   | 3     | 11                  | 0                   | 2                        | 0                        | 166   | 3     |
| (1)Incluye datos de la Copa Chile. (2)Incluye datos de la Copa Sudamericana. |               |               |       |       |                     |                     |                          |                          |       |       |

## Palmarés

### Campeonatos nacionales
| Título    | Club     | País  | Año  |
| --------- | -------- | ----- | ---- |
| Primera B | Ñublense | Chile | 2020 |